# Vorunah
Vorunah är det norska black metal-bandet Sarkes debutalbum, utgivet 2009 av skivbolaget Indie Recordings.

## Låtlista
1. "Primitive Killing" – 4:21
2. "Vorunah" – 4:02
3. "The Drunken Priest" – 3:24
4. "Frost Junkie" – 6:24
5. "Old" – 3:42
6. "Cult Ritual" – 6:33
7. "13 Candles" – 6:57
8. "Winter Tale" – 8:14
9. "Dead Universe" – 2:06

Text och musik: Thomas Berglie

## Medverkande
Musiker (Sarke-medlemmar)
- Sarke (Thomas Berglie) – gitarr, basgitarr, trummor
- Nocturno Culto (Ted Skjellum) – sång

Bidragande musiker
- Anders Hunstad – keyboard, piano

Produktion
- Sarke (Thomas Berglie) – producent
- Lars-Erik Westby – producent, ljudmix
- Espen Berg – mastering
- Asgeir Mickelson – omslagsdesign, logo
- Marcel Leliënhof – foto